# El Médano
El Médano es una de las entidades de población que conforman el municipio de Granadilla de Abona, en la isla de Tenerife —Canarias, España—. Se trata de la principal localidad turística del municipio.

## Toponimia
Su nombre proviene del término «médano», sinónimo de duna, y que proviene de la presencia de estos elementos naturales en la zona.

## Clima
En lo que respecta a su clima, El Médano suele contar con un clima ventoso la mayor parte de año.  
Por su parte, en los meses de verano, las temperaturas suelen ser elevadas, siendo su mes más caluroso agosto, con máximas de 29 °C y mínimas de 21 °C, aunque los episodios de calor extremo tienden a ser relativamente frecuentes, pudiendo llegar incluso a los 40 °C la temperatura en los casos más extremos.  
Por otro lado, en invierno, las temperaturas, aunque son relativamente frescas, no son frías. De media, las máximas se sitúan en los 22 °C y las mínimas en 15 °C, registrándose en los casos más extremos temperaturas que pueden llegar hasta los 11 °C.  
La temperatura más alta registrada en El Médano es de 42 °C, y la más baja, de 10 °C. 

## Características
Se encuentra a unos 11 km del casco urbano de Granadilla, alcanzando una altitud media de 75 m sobre el nivel del mar.
La localidad se encuentra dividida en los núcleos de: El Médano, Arenas del Mar, El Cabezo, El Topo y Ensenada Pelada.
El Médano cuenta con los centros educativos colegio de educación infantil y primaria El Médano y CEIP Montaña Pelada, el instituto de enseñanza secundaria IES El Médano, con oficinas del Servicio de Atención al Ciudadano y de Información y Turismo del Ayto. de Granadilla, un centro cívico de la Tercera Edad, una Casa de la Cultura, un consultorio médico, un centro comercial y un mercadillo, con la iglesia parroquial de Nuestra Señora de las Mercedes de Roja y una ermita, una oficina de Correos, varias entidades bancarias, una sede de Protección Civil y otra de la Cruz Roja, una farmacia, un tanatorio municipal, varias gasolineras, así como numerosos apartamentos, bares, restaurantes y otros pequeños comercios. Próximo a la autopista y al barrio de San Isidro se encuentra el Mercado del Agricultor de Granadilla.
Como lugares de esparcimiento se hallan en El Médano varias plazas públicas, destacando las del Médano, Magallanes (conocida como plaza Roja), de Galicia y de la Ermita, así como parques infantiles e instalaciones deportivas —campo de fútbol municipal, cancha de baloncesto y polideportivo—. Además existe un paseo marítimo continuo en la costa de todo el pueblo, aunque sus tramos tienen diferentes nombres. Este paseo une la Montaña Pelada y la playa del mismo nombre con el muelle y las playas del lado opuesto del pueblo. Desde este paseo se puede acceder a las rutas de senderismo que conducen a la Montaña Roja.
En la localidad se ubican además el Instituto Tecnológico de Energías Renovables ITER y parte del polígono industrial de Granadilla. Cabe mencionar también la cueva del Santo Hermano Pedro, lugar de peregrinación de muchos creyentes.
En su paisaje destaca la conocida como Montaña Roja, espacio natural protegido bajo la categoría de monumento natural, y que se corresponde con un cono volcánico que presenta una caldera de aproximadamente 1 kilómetro de diámetro, conformado por sucesivas explosiones fruto de la violenta vaporización de las aguas del mar.

## Playas

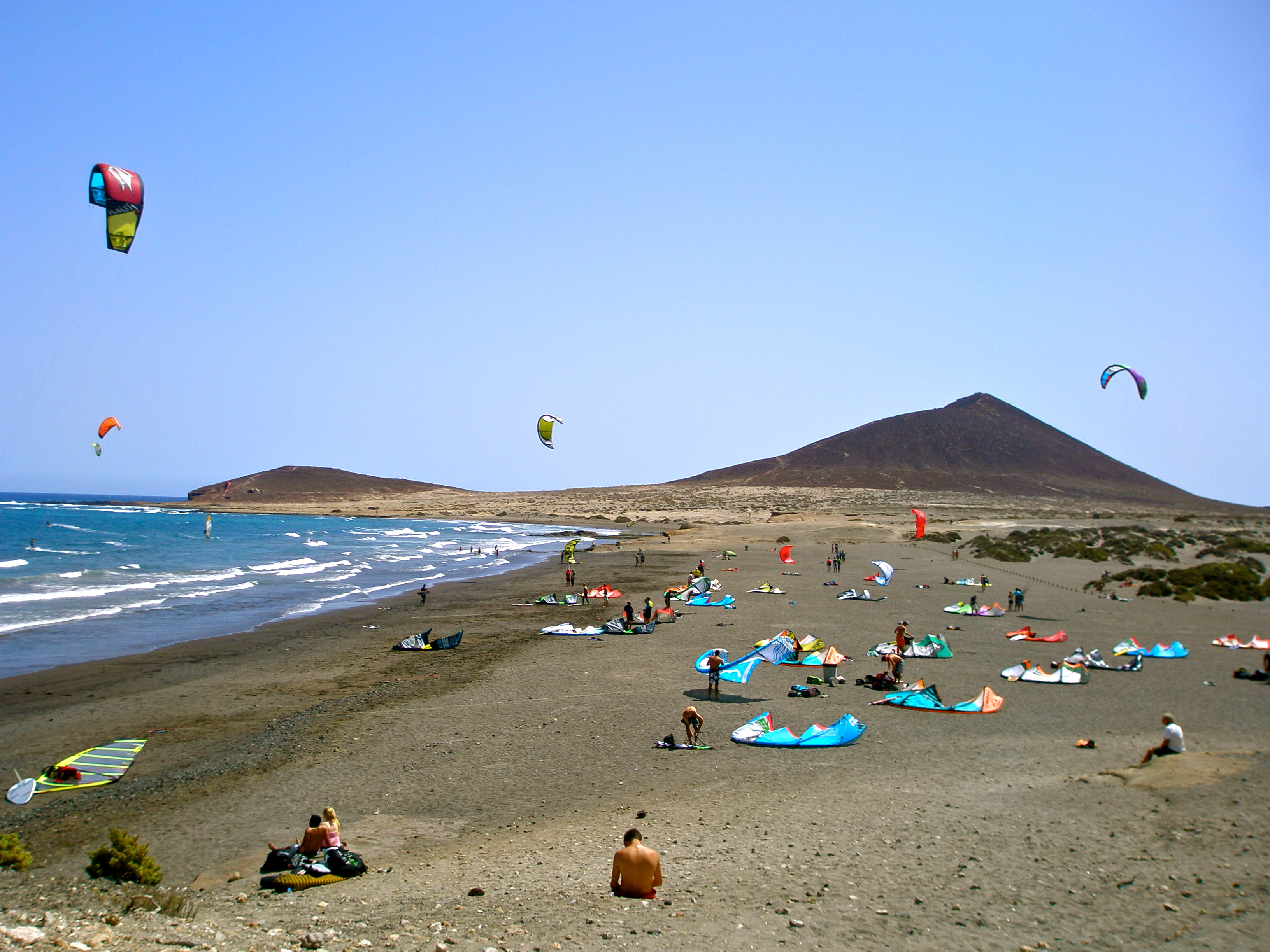
Playa de Leocadio Machado. Al fondo, la Montaña Roja (derecha) y Bocinegro (izquierda)

En la localidad destaca la playa de Leocadio Machado, popularmente denominada playa de El Médano o simplemente “Playa Principal”, que tiene una longitud de aproximadamente 2 kilómetros y una anchura media de 43 metros, siendo esta la playa de arena natural más larga de toda la isla. La playa, que fue distinguida con la Bandera Azul europea desde el año 2004 hasta el 2018, dispone de servicio de vestuarios y duchas.
En esta playa se inspiró Leocadio Machado, profesor de Náutica y doctor en Derecho, para escribir la novela "El loco de la playa", publicada por la imprenta de La Prensa en 1925, que relata la llegada a El Médano de un médico, don Luis Gilpérez, y de su hija María, en un barco procedente del muelle de Santa Cruz de Tenerife, lo que solían hacer todos los veranos a pesar de las dificultades que sufrían, sorteando oleajes y vientos hasta desembarcar y llegar a la única fonda que entonces había en la playa, “La morenita”, donde, nada más llegar, fue advertido de la presencia de un hombre desconocido que pasaba los días y las noches entre las montañas de Bocinegro y Roja, hablando solo y gritándole al mar, al que llamaban “el loco de la playa”, que tenía atemorizados a sus pocos habitantes.
La costa de El Médano es frecuentemente azotada por fuertes vientos, lo que la convierte en una zona ideal para la práctica de windsurf, kitesurf e incluso vuelo de cometas. Anualmente se realizan competiciones de estas y otras disciplinas deportivas, algunas de ellas dentro del ámbito internacional, válidas para campeonatos nacionales, mundiales, etc. 
También se sitúan aquí las pequeñas calas de El Cabezo, El Salado, La Jaquita, Pelada y La Rajita.

## Historia
El núcleo de El Médano surge en torno a su puerto, siendo en origen un pequeño caserío de pescadores. En el Diccionario estadístico-administrativo de Pedro de Olive, publicado en 1865, se describe de la siguiente manera:

MÉDANO. (EL) Caserío situado en término jurisdiccional de la Granadilla, (...). Dista de la cabeza del distrito municipal 10 kilómetros 114 metros, y lo componen 7 edificios de un piso, habitado 1 temporalmente y 6 inhabitados.
Pedro de Olive, 1865.

A partir de finales del siglo xix y principios del xx El Médano se convierte en puerto de cabotaje en las rutas entre Santa Cruz de Tenerife y el Sur insular. En 1897 se proyecta una carretera entre Granadilla y la localidad que se concluye en 1907. Esta obra se enmarcaba dentro de un plan estatal de apoyo a la iniciativa privada para sacar los productos agrícolas —plátanos, papas y tomates— de la incipiente economía de exportación del sur de la isla.

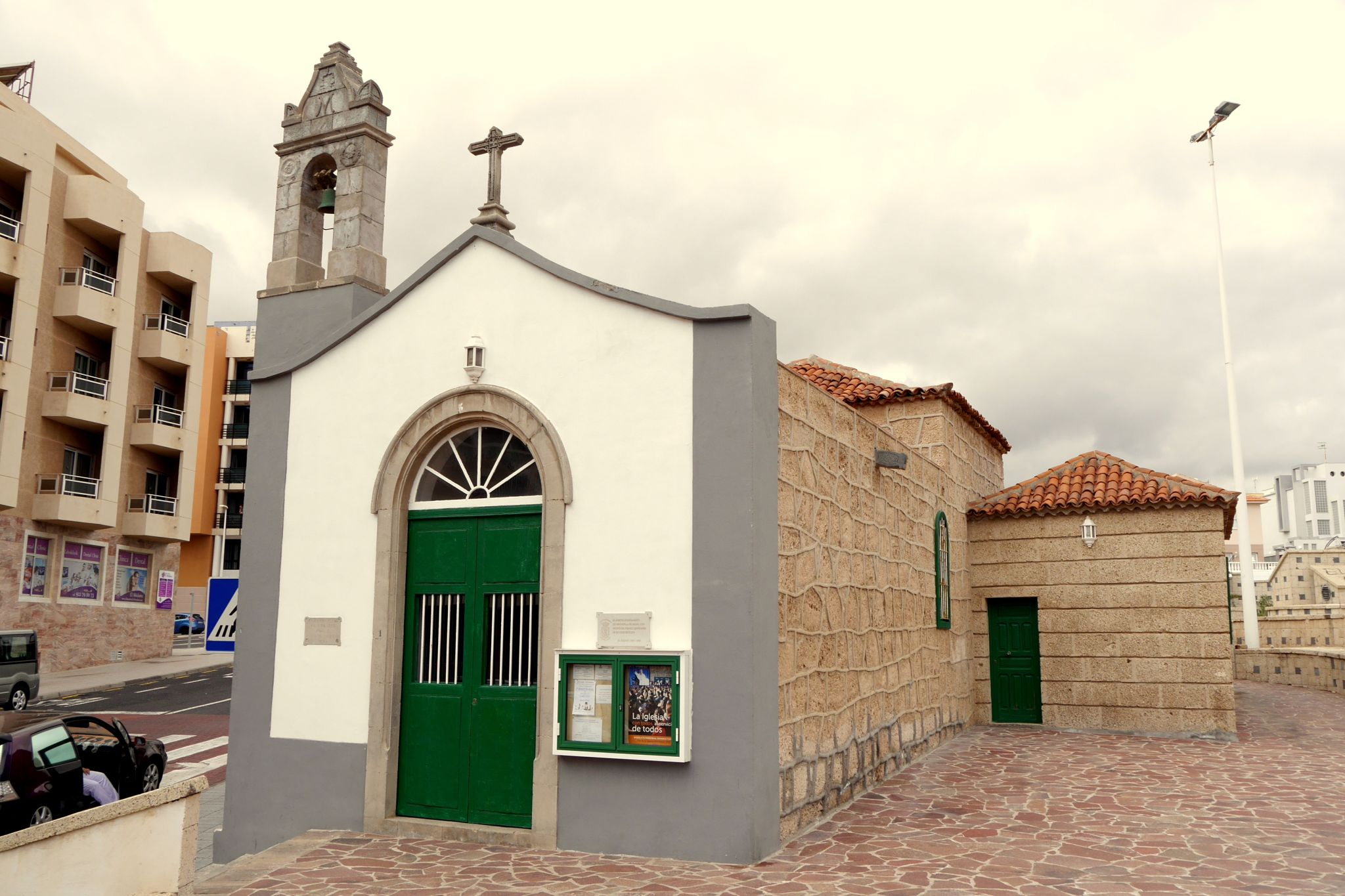
Ermita de Ntra. Sra. de las Mercedes de Roja, de 1899.

La ermita de Nuestra Señora de las Mercedes de Roja fue construida en 1899, siendo su fundador el vecino de Granadilla Antonio
Martín Sierra. Por su parte, la iglesia parroquial data de 1985.
En los años cuarenta, gracias a la construcción del Canal del Sur que trasvasaba agua desde Fasnia y Arico a los municipios meridionales más secos, se instalan en los baldíos de El Médano invernaderos de tomate, instalándose por la empresa Fyffes una nave de empaquetado en el núcleo. También en esta década, durante el desarrollo de la Segunda Guerra Mundial, se construyen en la costa una serie de defensas militares entre El Médano y La Mareta ante una posible invasión de las Fuerzas Aliadas.
En la segunda mitad del siglo xx, sobre todo a partir de la década de los ochenta, El Médano comienza su verdadero desarrollo con motivo del denominado boom turístico que afecta a Canarias. Este fenómeno posibilita la mejora en las infraestructuras de comunicación, construyéndose en 1978 el aeropuerto de Tenerife Sur en terrenos de la localidad.
Desde la entrada del siglo XXI, El Médano ha seguido en la misma senda de crecimiento tanto poblacional como turístico, atrayendo cada año a cada vez un mayor número de residentes y turistas, lo que ha llevado a que el pueblo sea uno de los destinos turísticos más visitados de la isla, manteniendo y preservando aun así su esencia pesquera y tradicional que le caracteriza. 

## Demografía
A partir del boom turístico de los sesenta, El Médano ha atraído a habitantes del área metropolitana capitalina —Santa Cruz de Tenerife y San Cristóbal de La Laguna— y a vecinos del propio municipio, convirtiéndose en un importante núcleo de residencia secundaria.
En el año 2013, el 41% de la población residente en El Médano era de origen extranjero, sobre todo procedentes de Italia, Alemania, Reino Unido y Uruguay. De la población canaria, un 51% procedía de Granadilla de Abona, mientras que el 42% era originario de otro municipio de la isla.
En cuanto a la distribución por sexos de la población, para el año 2023 en El Médano habían 4525 hombres y 4515 mujeres. 
| Núcleo          | Habitantes | Habitantes | Habitantes | Habitantes | Habitantes | Habitantes | Habitantes | Habitantes | Habitantes | Habitantes | Habitantes |
| Núcleo          | 2003       | 2004       | 2005       | 2006       | 2007       | 2008       | 2009       | 2010       | 2011       | 2012       | 2013       |
| Arenas del Mar  | 77         | 85         | 88         | 101        | 102        | 144        | 161        | 187        | 211        | 238        | 246        |
| El Cabezo       | 2.315      | 2.860      | 3.255      | 3.373      | 3.504      | 3.690      | 3.814      | 3.899      | 3.952      | 4.087      | 4.338      |
| El Médano       | 1.723      | 1.828      | 1.969      | 1.939      | 2.381      | 2.523      | 2.572      | 2.581      | 2.617      | 2.651      | 2.649      |
| El Topo         | 23         | 20         | 24         | 21         | 24         | 23         | 23         | 25         | 30         | 34         | 31         |
| Ensenada Pelada | 136        | 167        | 225        | 292        | 349        | 445        | 506        | 559        | 592        | 623        | 685        |
| Diseminado      | 111        | 106        | 104        | 98         | 90         | 87         | 89         | 89         | 76         | 79         | 75         |
| TOTAL           | 4.385      | 5.066      | 5.665      | 5.824      | 6.450      | 6.912      | 7.165      | 7.340      | 7.478      | 7.712      | 8.024      |

## Economía
La población se dedica al comercio, la hostelería y, en una escasa proporción, a la actividad pesquera, contando la localidad con un puerto pesquero.

## Fiestas
En El Médano se celebran fiestas patronales en honor a Nuestra Señora de Las Mercedes de Roja el tercer fin de semana de septiembre, desarrollándose tanto actos religiosos como populares. Destacan la procesión marítima de la imagen por la bahía de la localidad, así como la Romería Barquera, que en 2013 cumplió su octava edición. Otro acto religioso de importancia es la peregrinación que se realiza cada año el sábado anterior al 24 de abril desde el casco de Vilaflor hasta la cueva del Santo Hermano Pedro situada a las afueras de El Médano.
Algunos de los actos del carnaval granadillero tienen lugar en El Médano, siendo también popular la Noche de San Juan con la celebración, desde 2010, de la «Noche de Fuego».
En la localidad se lleva a cabo además el festival cultural Sansofé desde el año 1993. Este festival reúne varios eventos culturales y de ocio durante todo el verano, entre los que se encuentran el Festival de Nuevos Talentos, la Muestra Folclórica de los Pueblos, el Cine de Verano y la Pasarela de Moda de Verano.

## Comunicaciones
A El Médano se accede principalmente por la carretera TF-643, que comunica San Isidro con Los Abrigos, y por la salida 55 de la Autopista del Sur TF-1.

## Transporte público
En la localidad se ubica el Aeropuerto Internacional Tenerife Sur-Reina Sofía.
El Médano cuenta con una parada de taxis en la calle del Hermano Pedro, y en autobús —guagua— queda conectada mediante las siguientes líneas de TITSA:
| Línea | Trayecto                                                               | Recorrido |
| ----- | ---------------------------------------------------------------------- | --- |
| 111   | Sta. Cruz - Aeropuerto Sur - Los Cristianos - Costa Adeje              | Horario/Línea                                                                                                   |
| 112   | Sta. Cruz - Arona (por Costa del Silencio)                             | Horario/Línea (enlace roto disponible en Internet Archive; véase el historial, la primera versión y la última). |
| 115   | Sta. Cruz - Las Galletas - Costa del Silencio                          | Horario/Línea (enlace roto disponible en Internet Archive; véase el historial, la primera versión y la última). |
| 116   | Santa Cruz - Granadilla (por El Médano)                                | Horario/Línea (enlace roto disponible en Internet Archive; véase el historial, la primera versión y la última). |
| 343   | Puerto de la Cruz - Los Cristianos (por Aeropuerto Norte y Sur) exprés | Horario/Línea                                                                                                   |
| 450   | Costa Adeje - San Isidro (por Aeropuerto Sur)                          | Horario/Línea                                                                                                   |
| 470   | Granadilla - Los Cristianos (por El Médano)                            | Horario/Línea                                                                                                   |
| 483   | Costa Adeje - El Médano (por Los Cristianos)                           | Horario/Línea                                                                                                   |

## Lugares de interés
- Aeropuerto Internacional Tenerife Sur-Reina Sofía
- Centro Comercial El Médano
- Cueva del Santo Hermano Pedro
- Mercado del Agricultor
- Playa de Leocadio Machado-El Médano
- Arenas del Mar Gran Hotel Beach
- Hotel El Médano
- Hotel Playa Sur Tenerife
- Hotel Carel
- Reserva natural especial de Montaña Roja

## Galería

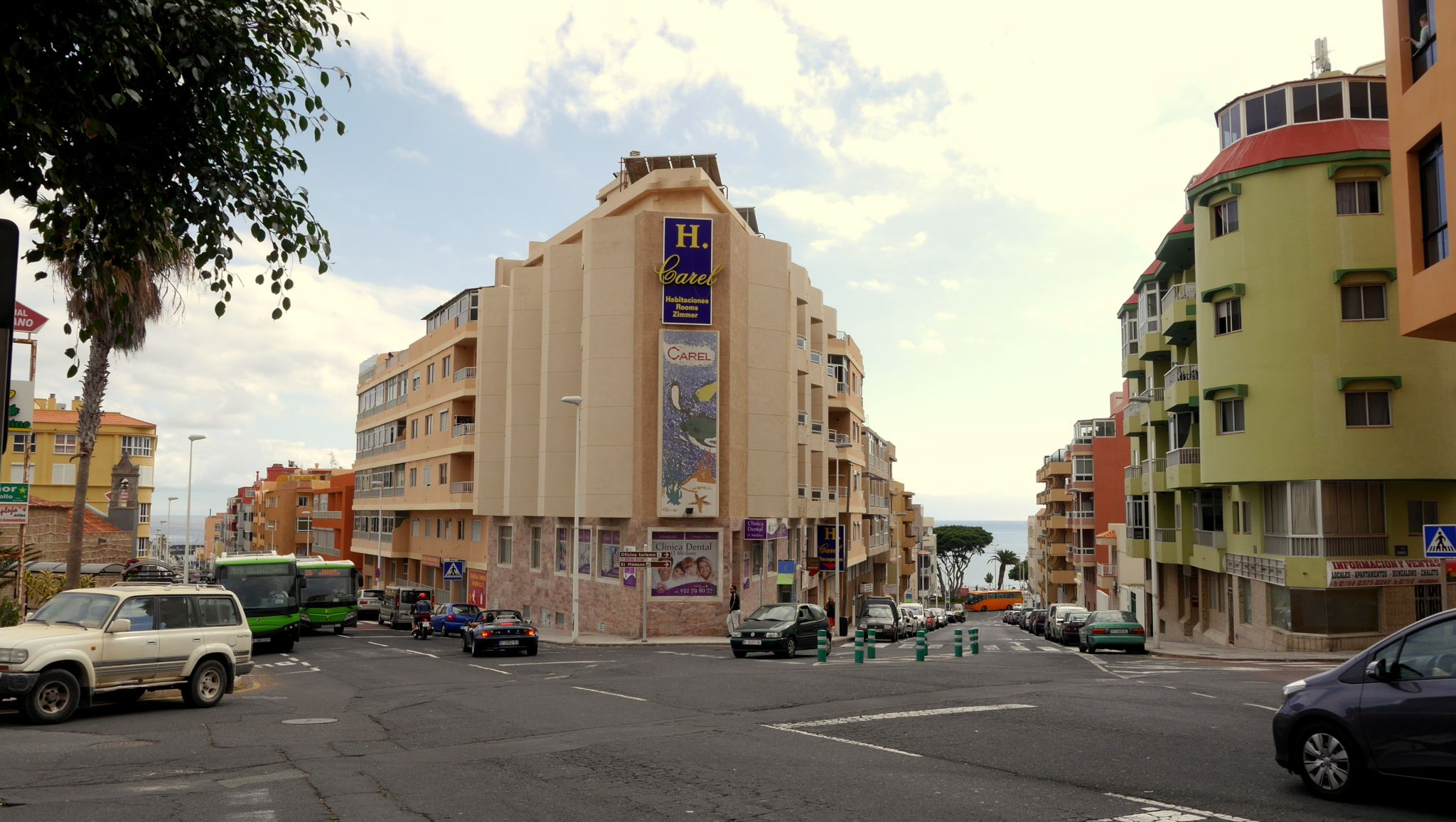
Interior de la localidad.
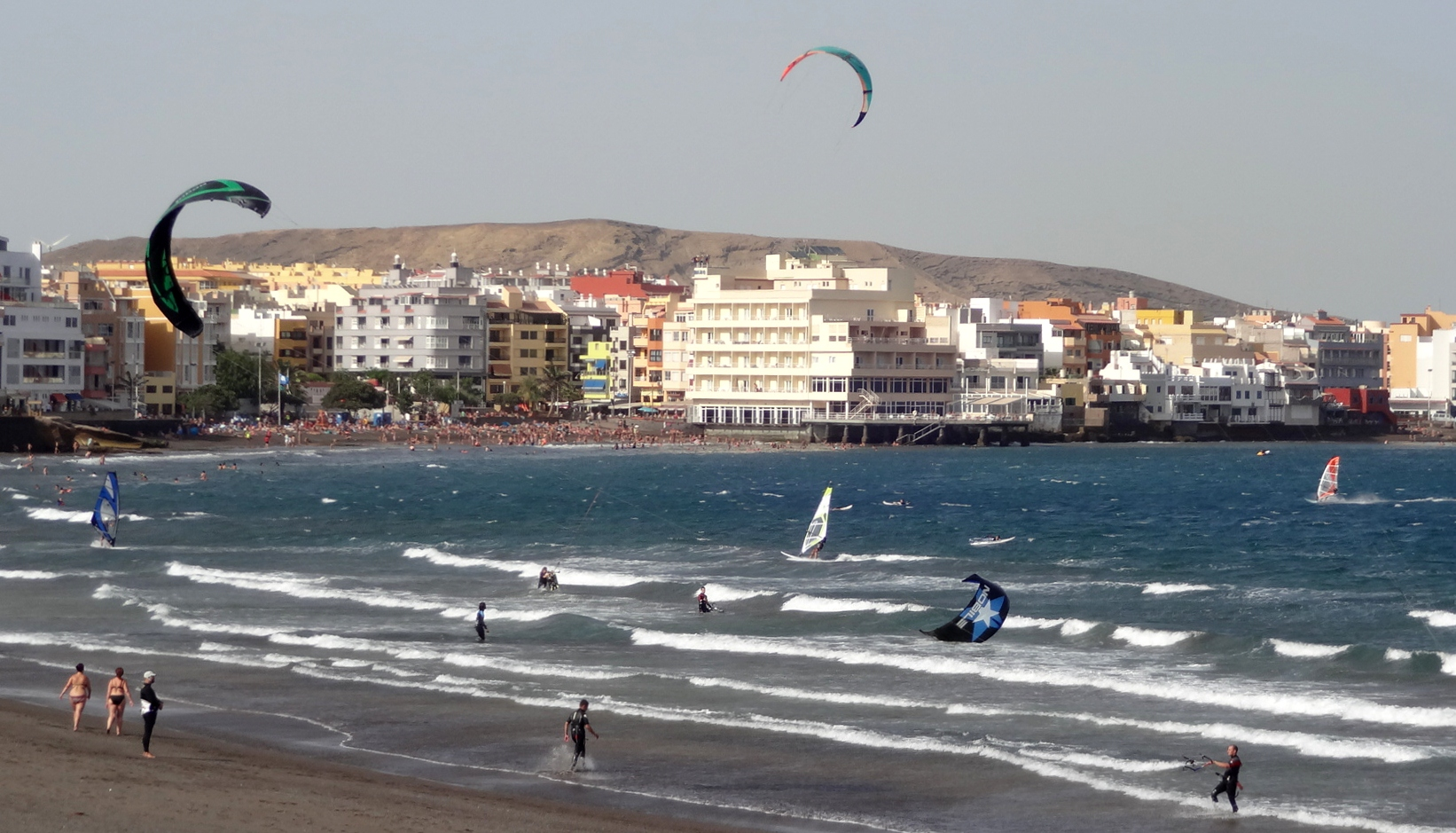
Playa y frente urbano. Al fondo, Montaña Pelada.
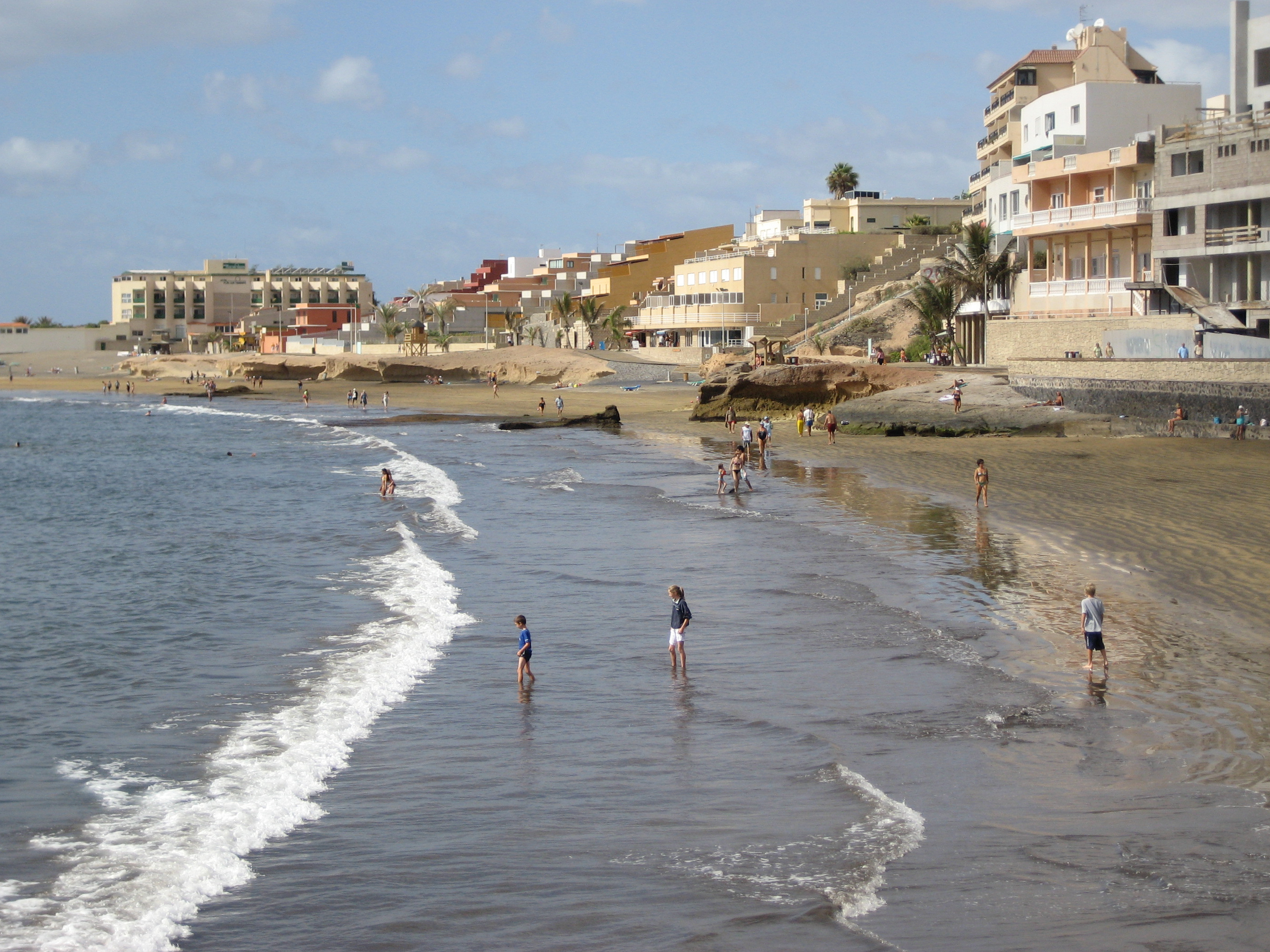
Playa de El Médano.
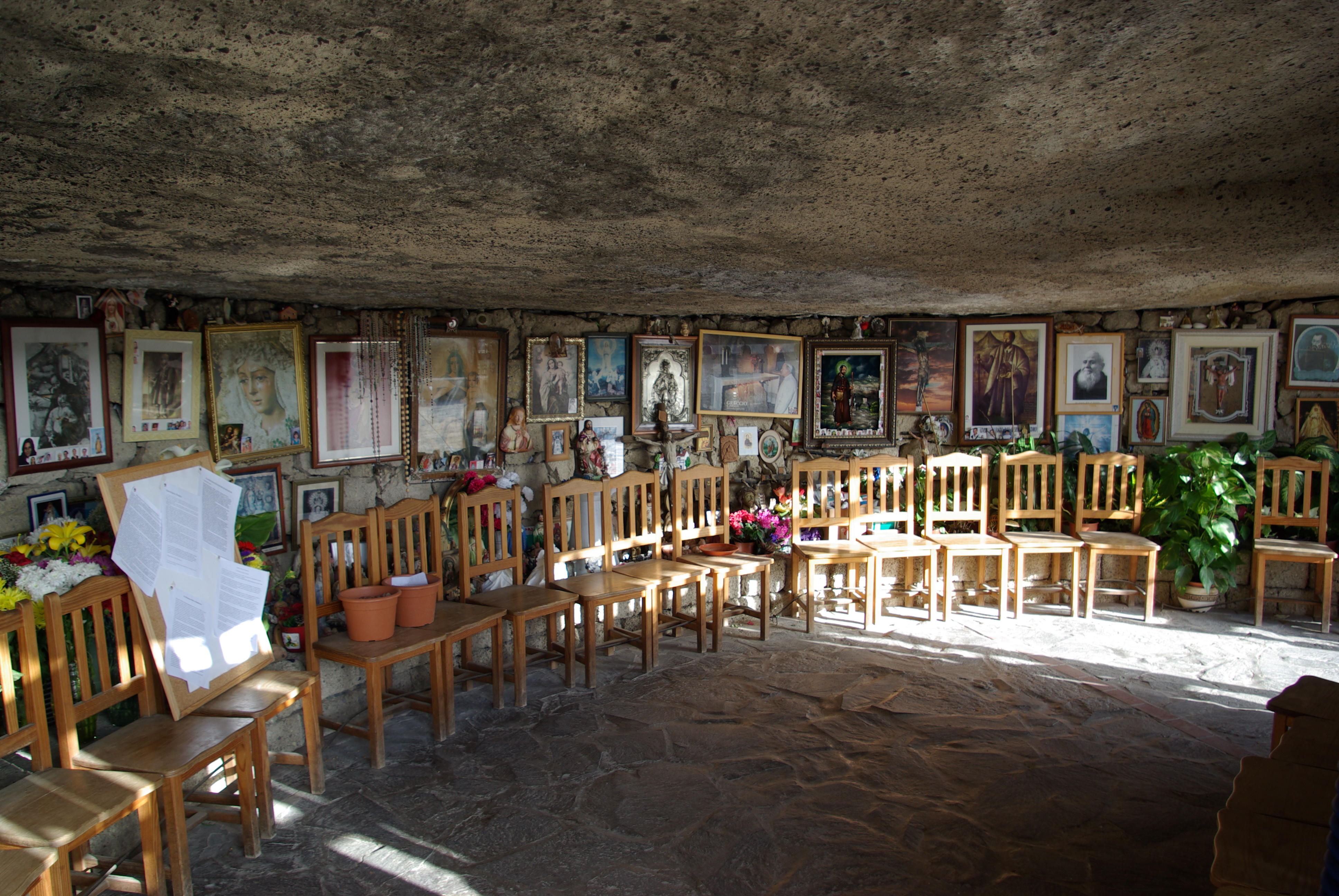
Cueva del Santo Hermano Pedro.